# Ранну, Аллан Маттиевич
А́ллан Ма́ттиевич Ра́нну (28 ноября 1958, Москва) — российский художник, фотограф, путешественник.

## Биография
Родился в 1958 году в Москве.
Учился в школе № 26 в Таллине (Эстония) (1966—1976).
Затем окончил МГУ — биологический факультет, кафедра высших растений (1976—1981).
Живописью занимался с детства. С шести лет — в мастерской у таллинского живописца в качестве ученика, затем до 17 лет работал там же подмастерьем, далее — на протяжении нескольких лет изучал монгольско-тибетскую настенную живопись в Бурятии и Монголии, после чего полтора года учился персидской миниатюре в Самарканде.
С детства ездил с родителями по восточным странам.
Более двадцати лет провёл в путешествиях по Средней Азии, прошёл пешком практически весь Памир и Тянь-Шань, а когда появилась возможность, стал ездить в Индию, Непал, Шри-Ланку, Юго-Восточную Азию.
Живёт в городе Сергиев Посад Московской области.

## Творчество
Аллан Ранну занимается живописью, фотографией, видеомонтажом, компьютерной графикой, публикует статьи и заметки в различных изданиях.
Кроме участия в различных групповых выставочных проектах, проводил целый ряд персональных выставок — в Москве, Таллине, Швейцарии, ЮАР, США.
Картины находятся как в частных, так и корпоративных коллекциях.
Работал художником в кино — «Юность гения» (Узбекфильм, 1982, режиссёр Эльёр Ишмухамедов) — фильм об Авиценне.
Большинство произведений Ранну связаны с Тибетом.
Иногда выкладывает в блоге фотографии процесса своей работы (в режиме «было-стало»).

## Список выставок

### Групповые
1984 — Москва, на Малой Грузинской, групповая осенняя выставка

1985, 1990 и 1991 — Москва, Манеж, групповая выставка «АРТ МАНЕЖ»

1991 — Выставка Советского искусства в ЮАР

1997 — Галерея в Староконюшенном — Москва

2001 — Малый манеж (Москва) — выставочная программа «Направление: Восток. На пути к Гималаям» в рамках акции «Восток. Север. Запад. Юг»

2006 — Сергиево-Посадский художественный музей — «Осенние диалоги»

2018 — Сергиево-Посадский музей-заповедник — Диалоги-2018. Графика. Живопись

### Персональные
1983 — Таллин, персональная в художественном институте

1994 — Музей этнографии — Петербург, «Дорогой ветра и воды»

1995 — ЦДХ — Москва, «Горы и воды»

1996 — Галерея «Каширка» — Москва

1998 — Галерея «Нагорная» — Москва

2000 — ЦДХ — Москва, «Сила света»

2001 — ЦДХ — Москва, «Под небом»

2002 — «Тебе Тибет», галерея Кино — Малый манеж — Москва

2003 — ЦДХ — Москва, «Тибет — Гималаи»

2003 — ЦДХ — «Калачакра», Галерея Елены Врублевской — Москва

2004 — Минск — Дворец Республики, «НЕПАЛ»

2005 — Сергиев Посад — Городской художественный музей, «Земля под небом»

2005 — Москва — посольство Королевства Непал

2007 — Сергиев Посад — Городской художественный музей, «Осенние диалоги»

2008 — Москва — Башня Федерация — «Ветер Азии» (фотография)

2009 — Сергиев Посад — Сергиево-Посадский музей-заповедник, «Диалоги. Ветер с Востока»

2010 — Москва — галерея Нагорная — «Струящиеся небеса» (живопись и фотография)

2011 — Сергиев Посад — Сергиево-Посадский музей-заповедник, выставка «Космос. Волшебное путешествие»

2013 — Москва — галерея Чертаново — выставка «Пространство — Свобода» (живопись и фотография)

2013 — Сергиев Посад — ДК им. Гагарина — фотовыставка «Пространство — Свобода»

2013 — Московская обл. — ДК «Калчуга» — выставка «Свет-О-Тень» (фотография, живопись, видео)

2014 — Москва — Арт-центр Monaclub — выставка-концерт «Тени Живущих»

2022 — Москва — STUDIO ROLING, Чижевское подворье на Никольской улице - выставка-концерт "Музыка жизни"

## Публикации
- Григорьев, Максим; Ранну, Аллан. Четыре недели в небесных горах // Вокруг света : "Via est Vita". — М., 1997. — Вып. 6 (2681), июнь.
- Ранну, Аллан. Ветер с Востока / Wind from the East : [рус., англ.]. — М., 2008. — 264 с. — ISBN 978-5-94431-279-2.[9]
- Ранну, Аллан; Соколов, Дмитрий. Откуда пошло человечество? (рус.) // Сокрытый Мир. — М., 2014.
- Ранну, Аллан. Апокалипсис в долине любви // Эксперт совместно с Русским репортёром. — М.: Медиахолдинг «Эксперт», 2015. — Вып. 11 (387), 30 апреля.